# Eileen Robinson
Eileen Robinson, född 6 mars 1951, är en brittisk bågskytt. Hon deltog vid olympiska sommarspelen 1984.